# Barteria
Barteria je rod grmova i drveća iz porodice Passifloraceae, potporodice Passifloroideae, tribusa Paropsieae.
Poznatije vrste koja pripadaju ovom rodu su: Barteria fistulosa Mast., mirmekofitno drvo Barteria nigritana Hook.f., Barteria dewewrei De Wild. & T.Durand, Barteria solida Breteler, status još nije riješen za Barteria africana Welw.. Simbiotične su s mravima. 
U nigerijskim kišnim šumama štite ih mravi Tetraponera aethiops (sin. Pachysima aethiops) (Pseudomyrmecinea).
B. fistulosa živi s jednom vrstom mrava Tetraponera aethiops, dok B. nigritana živi s nekoliko mravljih vrsta.
Homonim je Barteria Welw.. 
Na IUCN-ovom popisu ugroženih vrsta su B. fistulosa i B. nigritana.

## Popis vrsta
1. Barteria dewevrei De Wild. & T.Durand
2. Barteria fistulosa Mast.
3. Barteria laevigata (Sol. ex R.Br.) Byng & Christenh.
4. Barteria nigritana Hook.f.
5. Barteria pubescens (Sol. ex R.Br.) Byng & Christenh.
6. Barteria solida Breteler